# Ezani
Ezani (in greco antico: Αἰζανοί, Aizanoi; latinizzato come Aezani), fu una città dell'Antica Grecia situata in Asia Minore (attuale Anatolia occidentale), nei pressi dell'attuale città turca di Çavdarhisar, in provincia di Kütahya. Le rovine si trovano al di là del fiume Penkalas, a circa 1000 m s.l.m.. 
La città fu un importante centro politico ed economico in epoca romana; i resti superstiti dell'epoca includono un ben conservato Tempio di Zeus, un insolito complesso teatro-stadio combinato, e un macellum dove è conservato un editto sui prezzi massimi di Diocleziano. 
La città cadde in declino nella tarda antichità, pur divenendo in seguito una cittadella. Nel 2012, il sito è stato candidato per l'iscrizione nella lista dei patrimoni dell'umanità dell'UNESCO.

## Storia
La zona risulta insediata fin dall'età del bronzo. La città potrebbe aver derivato il suo nome da Azan, uno dei tre figli di Arcade e della ninfa Erato, leggendari antenati dei Frigi. Durante il periodo ellenistico la città passò di mano tra il Regno di Pergamo e il Regno di Bitinia, prima di essere lasciata in eredità a Roma dal primo nel 133 aC. Ha continuato a coniare le proprie monete. I suoi edifici monumentali risalgono dall'inizio dell'Impero romano al III secolo.
Ezani faceva parte della provincia romana della Frigia Pacaziana. Divenne presto sede vescovile cristiana e il suo vescovo Pisticus (o Pistus) partecipò nel 325 al primo concilio di Nicea, che fu il primo concilio ecumenico della storia. Pelagio partecipò a un sinodo che il patriarca Giovanni II di Costantinopoli organizzò frettolosamente nel 518 e che condannò Severo di Antiochia; fu anche al secondo concilio di Costantinopoli nel 553. Gregorio era al Concilio Trullano del 692, Giovanni al secondo concilio di Nicea del 787, e Teofane sia al Concilio di Costantinopoli dell'869 che al Concilio di Costantinopoli dell'879. Il vescovato era inizialmente un suffraganeo di Laodicea, ma, quando la Frigia Pacaziana fu divisa in due province, si trovò come suffraganeo dell'Arcidiocesi di Gerapoli di Frigia, capoluogo della nuova provincia di Frigia Pacaziana II. Non più sede vescovile residenziale, la Diocesi di Ezani è oggi elencata dalla Chiesa cattolica come sede vescovile titolare .

## Monumenti e luoghi d'interesse

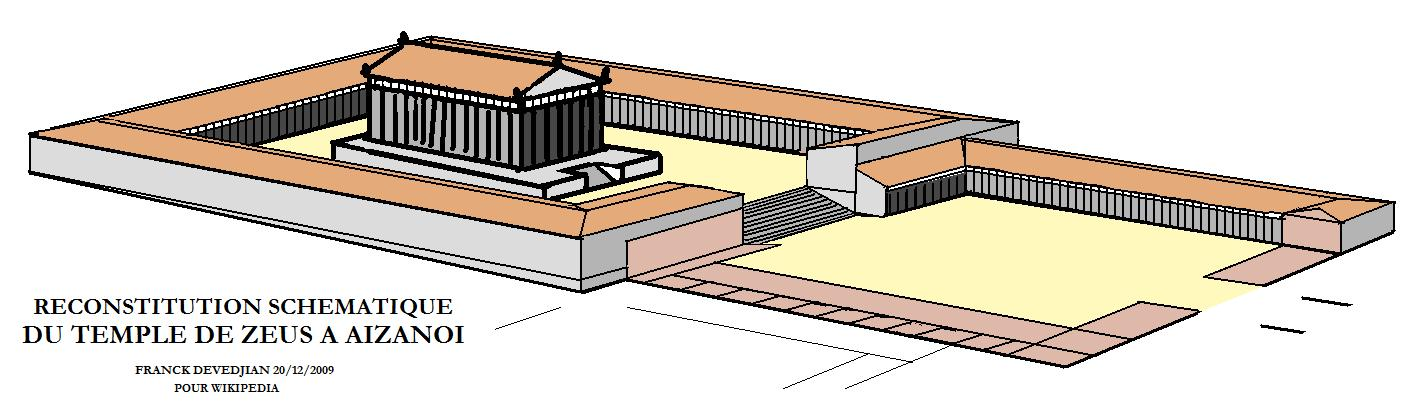
Ricostruzione del tempio di Zeus

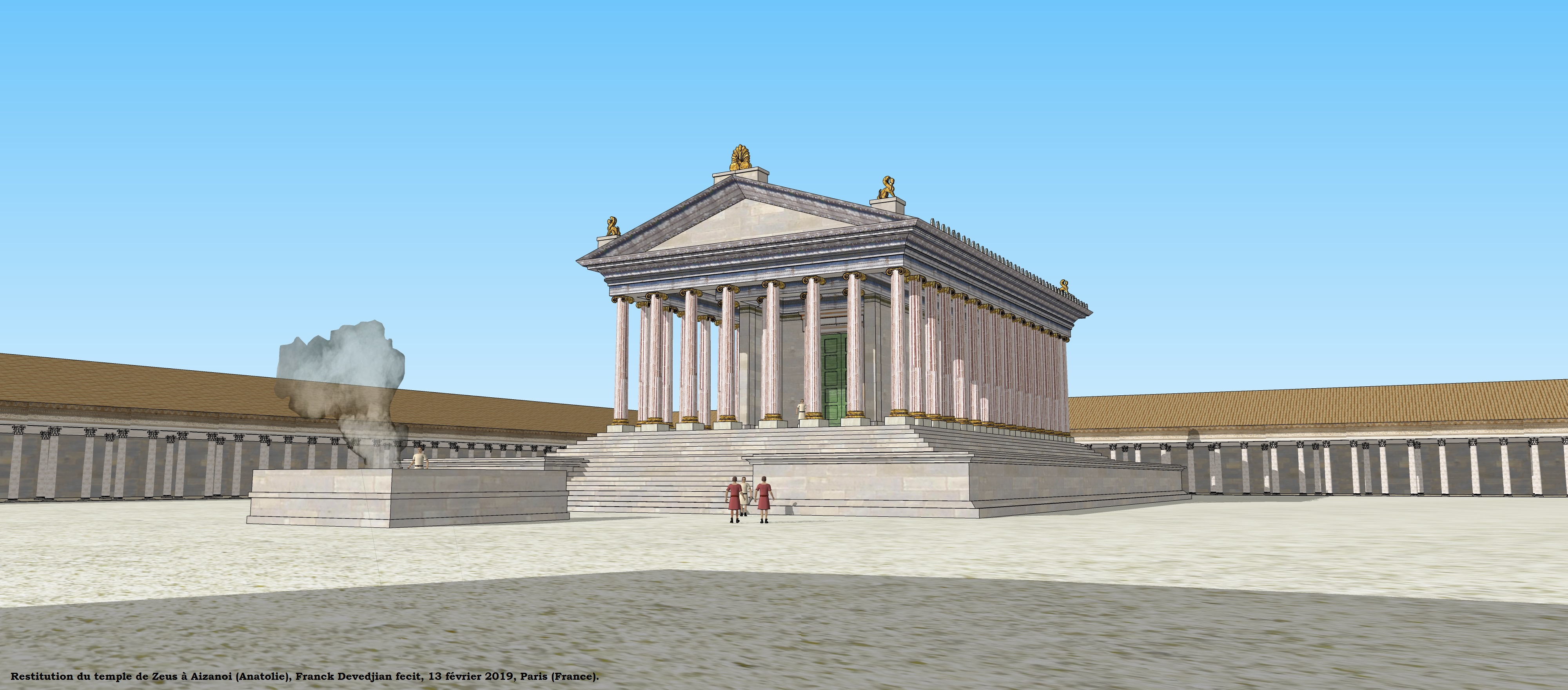
Ricostruzione del tempio di Zeus

Il tempio di Zeus, situato su una collina, era il santuario principale della città. I reperti ceramici indicano un'abitazione locale della prima metà del terzo millennio a.C. Secondo una recente lettura dell'iscrizione dell'architrave, la costruzione del tempio iniziò sotto Domiziano. Le iscrizioni documentano l'assistenza imperiale di Adriano per il recupero degli affitti non pagati e l'evergetismo di Marco Apuleio Eurykles. Più tardi i tartari Çavdar scolpirono scene equestri e di battaglia sul tempio. Il tempio è pseudodipterale, con otto colonne alle estremità e quindici lungo i lati (35 m × 53 m). È stata danneggiata dal terremoto di Gediz del 1970 e da allora è stata restaurata.

### Teatro-stadio

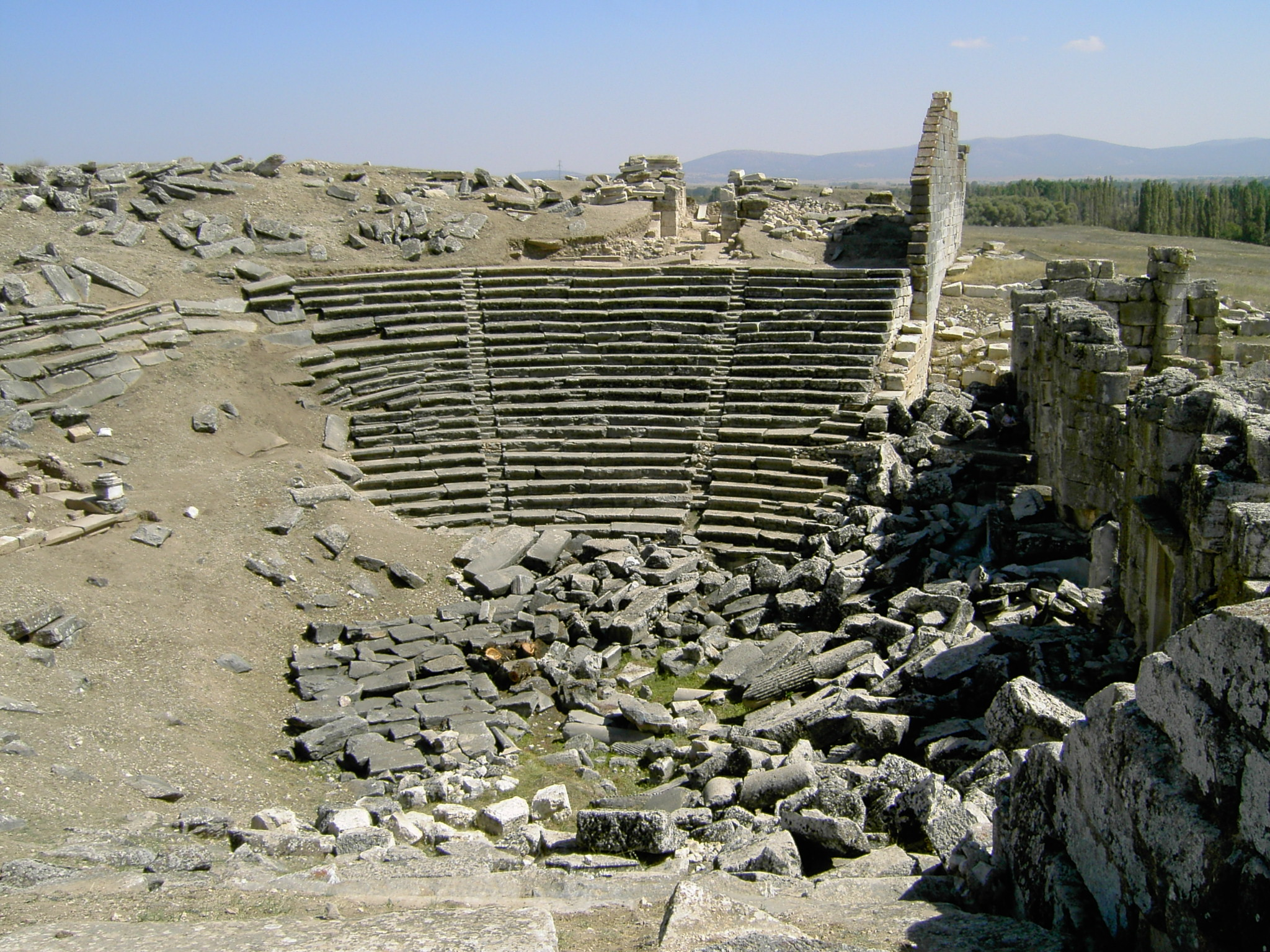
Theatre-stadium complex

Il teatro romano e lo stadio di Ezani sono costruiti uno accanto all'altro, e si ritiene che questo complesso combinato sia unico nel mondo antico. A separare le due strutture vi è l'edificio del palcoscenico. 
La costruzione iniziò dopo il 160 d.C. e fu completata verso la metà del terzo secolo. Le iscrizioni testimoniano ancora una volta il beneficio di Marco Apuleio Eurycles.

### Bagni
Sono state identificati due complessi di terme romane. Il primo, tra il teatro-stadio e il tempio, risale alla seconda metà del II secolo e comprende una  palaestra e arredi marmorei. Il secondo, a nord-est della città, fu costruito un secolo dopo; i mosaici pavimentali raffigurano un satiro e una menade. Ricostruito un paio di secoli dopo, è servito come sede vescovile.

### Mercato

Macellum, inscribed with the Price Edict of Diocletian

Un macellum circolare datato alla seconda metà del II secolo è situato nella parte meridionale del sito archeologico. Nel IV secolo vi fu posta una copia dell'editto sui prezzi massimi di Diocleziano risalente al 301, emanato nel tentativo di limitare l'inflazione derivante dalla svalutazione della moneta.

### Strada colonnata e stoà
Recenti campagne di scavo hanno rivelato l'esistenza di una stoà, o porticato, risalente al 400 circa e una strada colonnata. Un tempio di Artemide, databile all'epoca di Claudio (41-54), fu demolito per far posto alla strada colonnata lunga 450 metri che conduce al santuario di Meter Steunene.

### Santuario di Meter Steunene
Una profonda galleria all'interno di una grotta, ora crollata, era dedicata a Meter Steunene (una divinità femminile tipica dell'Anatolia). Figurine di culto in argilla sono state trovate negli scavi, insieme a due fosse rotonde apparentemente utilizzate per il sacrificio di animali.

### Necropoli
La grande necropoli della città include esempi di tombe frigie a forma di porta. Le iscrizioni riportano il nome del defunto o di chi commissionò la tomba; nelle tombe maschili sono presenti bassorilievi con tori, leoni e aquile, mentre in quelle femminili sono rappresentati cesti di lana e uno specchio.

## Museo di Kütahya
Alcuni reperti del sito di Aizanoi, tra cui un sarcofago con scene di un'amazzonomachia, sono stati rimossi e oggi esposti nel museo archeologico di Kütahya.